# Нина Кираджиева
Нина Кираджиева е българска балерина, хореограф и преподавател по балет.

## Биография
Родена е в София през 1911 г. Солистка е на първата балетна постановка в страната „Копелия“ с хореограф Анастас Петров през 1928 г. Играе и главната женска роля в първия български балет „Змей и Яна“. От 1961 г. е директор на Националния балет, като е хореограф на множество негови постановки.
Умира през 2005 г.